# 稲沢市立稲沢中学校
稲沢市立稲沢中学校（いなざわしりつ いなざわちゅうがっこう）は、愛知県稲沢市正明寺にある公立中学校。

## 概要
- 稲沢市の中心部の中学校であり、校区は小沢1・2丁目（一部）、前田1丁目（一部）、高御堂1-5丁目（一部）、高御堂10丁目、御供所町、松下1・2丁目（一部）、国府宮神田町、国府宮1-4丁目、稲島法成寺町（一部）、小池正明寺町（一部）、正明寺1-4丁目（一部）、小池1-4丁目（一部）、長束町、井之口沖ノ田町（一部）、菱町（大部分）、駅前2-4丁目（一部）である[1]。

## 沿革
稲沢中学校は1887年（明治20年）中島郡高等小学校の開校を創立年としており、1988年10月1日に創立百周年記念式典を行っている。
- 1887年（明治20年）5月 - 中島郡高等小学校が開校。禅源寺[注釈 1]を仮校舎とする。
- 1894年（明治27年）7月1日 - 稲沢町他26ケ村立稲沢高等小学校に改称する。
- 1906年（明治39年）5月 - 稲沢町立稲沢高等小学校に改称する。
- 1912年（明治45年）1月1日 - 稲沢町大字高御堂に校舎を新築し、移転。
- 1920年（大正9年）7月16日 - 稲沢町大字小池正明寺に校舎を新築し、移転。
- 1941年（昭和16年）4月1日 - 稲沢町中高国民学校に改称する。
- 1947年（昭和22年）4月1日 - 新学制移行により稲沢町立稲沢中学校となる。
- 1956年（昭和31年）12月20日 - 北校舎が完成する。
- 1958年（昭和33年）11月1日 - 稲沢町が市制施行し、稲沢市となる。同時に稲沢市立稲沢中学校に改称する。
- 1970年（昭和45年） - 南校舎が完成する。
- 1976年（昭和51年）4月1日 - 稲沢市立治郎丸中学校を分離する。
- 1981年（昭和56年）3月27日 - 屋内運動場が完成する。
- 1983年（昭和58年）4月1日 - 稲沢市立稲沢西中学校を分離する。
- 1988年（昭和63年）10月1日 - 創立百周年記念式典を行う。
- 1993年（平成5年）12月6日 - 新校舎（鉄筋コンクリート造5階建）が完成する。
- 1995年（平成7年）3月30日 - 柔剣道場が完成する。

## 著名な卒業生
- 江口未来子（ソフトボール選手）
- コバ（いだちゃんねる）（YouTuber）

## 交通アクセス
- 名鉄名古屋本線国府宮駅下車、徒歩約5分。

## 周辺施設
- 国府宮駅
- 尾張大国霊神社